# Algerisch-deutsche Beziehungen
Die Beziehungen zwischen Deutschland und Algerien werden vom Auswärtigen Amt als „gut“ beschrieben. Deutschland zählt für Algerien zu den wichtigsten Handelspartnern. Beide Länder haben 2015 eine Energiepartnerschaft abgeschlossen.

## Geschichte
Im Jahre 1898 errichtete das Deutsche Reich ein Generalkonsulat in dem damaligen Französischen Algerien. Im Zweiten Weltkrieg wurde Algerien ein Kriegsschauplatz für das Deutsche Afrikakorps, welches gegen die Alliierten kämpfte. Nach dem Zweiten Weltkrieg sah sich die französische Kolonialmacht mit einem Aufstand konfrontiert, der 1954 zum Ausbruch des Algerienkriegs führte. Bei der Versorgung der Nationalen Befreiungsfront mit Sprengstoff und Waffen spielte der deutsche Waffenhändler Georg Puchert eine wichtige Rolle. Algerien konnte 1962 seine Unabhängigkeit von Frankreich erlangen. Mit der Unabhängigkeit des Landes wurde das bestehende Generalkonsulat der Bundesrepublik Deutschland (BRD), das 1956 errichtet wurde, in eine Botschaft umgewandelt.
Zwei Jahre nach der Unabhängigkeit des Landes, am 14. Mai 1965, brach Algerien die Beziehungen zur BRD ab. Grund dafür war die Aufnahme diplomatischer Beziehungen zu Israel seitens der BRD. Fünf Jahre später wurden stattdessen offizielle Beziehungen zur Deutschen Demokratischen Republik (DDR) aufgenommen. 1971 wurden die diplomatischen Beziehungen zur BRD wieder aufgenommen, nachdem diese die Hallstein-Doktrin aufgegeben hatte. Bundeskanzler Willy Brandt besuchte Algerien im April 1974 und traf sich mit Präsident Houari Boumedienne.
1987 wurde die Deutsch-Algerische Gesellschaft e. V. gegründet, die der Förderung der Beziehungen zwischen beiden Ländern dient. Im Jahre 2001 besuchte Abdelaziz Bouteflika als erster algerischer Präsident die Bundesrepublik Deutschland. In den folgenden Jahren wurden bilaterale Investitionsschutzabkommen (2002) und ein Doppelbesteuerungsabkommen (2008) unterzeichnet. Horst Köhler besuchte im Jahre 2007 Algerien und ein Jahr später besuchte auch Bundeskanzlerin Angela Merkel Algier. In den 2010er Jahren erfolgte eine weitere Intensivierung der Wirtschaftsbeziehungen zwischen beiden Länder durch die Einrichtung einer gemischten Wirtschaftskommission (2011) und der Vereinbarung einer Energiepartnerschaft.

## Wirtschaft
Das Gesamtvolumen des Handels mit Algerien belief sich für Deutschland im Jahr 2021 auf 2,6 Milliarden Euro, womit Algerien auf Rang 64 in der Rangliste der deutschen Handelspartner liegt. Die Importe aus Algerien betrugen 774 Millionen Euro und die Exporte nach Algerien betrugen 1,8 Milliarden Euro. Deutschland liefert vorwiegend Automobile, Fahrzeugteile, Maschinen sowie chemische Erzeugnisse und importiert im Gegenzug hauptsächlich Erdöl und petrochemische Produkte.
Knapp 200 deutsche Unternehmen sind in Algerien vertreten, darunter die Volkswagen AG, welche 2017 ein Pkw-Montagewerk nahe der Stadt Oran eröffnete.

## Entwicklungshilfe
Schon in den 1960er Jahren leisteten Ärzte aus Deutschland mit Unterstützung der Bundesregierung Hilfe beim Aufbau des Gesundheitswesens in Algerien, nachdem die meisten französischen Ärzte 1963 das Land verlassen hatten. Seit den 1970ern bezieht Algerien von der Bundesrepublik Deutschland technische Entwicklungshilfe. 2005 wurde eine Vertiefung der Beziehung vereinbart. 2021 kam es zur Aufnahme Algeriens in das BMZ-Projekt BMZ-2030. Algerien wurde hierfür zum Partnerland der deutschen Entwicklungszusammenarbeit aufgewertet. Der Umfang der Entwicklungshilfe betrug im Jahr 2022 49,3 Millionen Euro. Die Schwerpunkte des Projektes liegen, in den Bereichen Klima und Energie und der nachhaltigen Wirtschaftsentwicklung. Außerdem wird im Rahmen des BMZ-Programmes One-Health die Qualität der algerischen Medizinindustrie und des algerischen Krankenhauswesens verbessert.
Des Weiteren unterstützt das BMZ die Umstrukturierung der algerischen Wirtschaft. Hierbei soll die algerische Wirtschaft ihre Abhängigkeit von fossilen Rohstoffen verringern. Zudem sollen kleine und mittelständische algerische Unternehmen bei der Modernisierung unterstützt werden. Zudem unterstützt das BMZ Algerien in den Bereich Klima und Umwelt. Hierzu wurden Projekte zum Ausbau erneuerbaren Energien und ein Pilotprojekt zur Wasserstoffgewinnung. Zudem unterstützt Deutschland Algerien bei der Klimaschutzgesetzgebung. Zudem werden bei einem weiteren Pilotprojekt vier algerische Gemeinden bei dem Ausbau von erneuerbaren Energien unterstützt.
Außerdem ist das giz (Deutsche Gesellschaft für Internationale Zusammenarbeit) in Algerien vor Ort. Derzeit sind dort ca. 22 internationale und 144 nationale Mitarbeiter bei Projekten des giz beschäftigt. Der Gesamtumfang der 2023 laufenden Projekte beträgt 91,02 Millionen Euro. Hierbei werden Klimaschutzmaßnahmen umgesetzt. Ein weiterer Schwerpunkt ist die Ausbildung von qualifizierten Personal. Hierbei werden in Deutschland Hochschulabsolventen und Berufsschullehrer ausgebildet. Zudem unterstützt das giz Algerien im Bereich industrieller Klimaschutz und allgemein im Klimaschutz.
Zudem wurden bei einer Kooperation zwischen giz und der Deutsch-algerischen Handelskammer ein Photovoltaik-Projekt mit einem Volumen von 600 Megawatt aus deutscher Entwicklungshilfe finanziert. Diese Maßnahmen werden in den nächsten Jahren intensiviert, um Algerien wirtschaftlich unabhängiger zu machen und durch gesunkene Produktionskosten die algerische Wirtschaft international konkurrenzfähiger zu machen. Sami Boulifai der algerische Minister für Inneres unterschrieb hierzu einen langfristigen Kooperationsvertrag.

## Kultur
Ein Goethe-Institut besteht in Algier seit 1963. Nach einer temporären Schließung wurde es 2002 wiedereröffnet. Sein Schwerpunkt liegt in der Bildungszusammenarbeit und der Förderung der Deutschen Sprache. Knapp 48.000 Algerier lernen Deutsch als Fremdsprache.
Seit 2008 kooperiert der Deutsche Archäologische Institut mit dem Algerischen Nationalmuseum von Cherchell.

## Sport
Bei den Fußball-Weltmeisterschaft 1982 und 2014 trafen die Nationalmannschaften Algeriens und Deutschlands jeweils aufeinander. 1982 konnte Algerien Deutschland mit 2:1 in der Gruppenphase besiegen. Dass Algerien dennoch ausschied, war auf die sogenannte Schande von Gijon zurückzuführen. 2014 traf Deutschland im Achtelfinale auf Algerien und konnte das Spiel knapp mit 2:1 nach 120 Minuten Spielzeit für sich entscheiden und später das Turnier gewinnen.

## Waffenlieferungen
Zwischen 2009 und 2020 hat Deutschland an Algerien Waffen im Wert von mehreren Milliarden US-Dollar geliefert, darunter Helikopter, Militärfahrzeuge, Fregatten und Torpedos.

## Diplomatische Vertretungen
- Deutschland hat eine Botschaft in Algier.[14]
- Algerien hat eine Botschaft in Berlin und ein Generalkonsulat in Frankfurt am Main.[15]

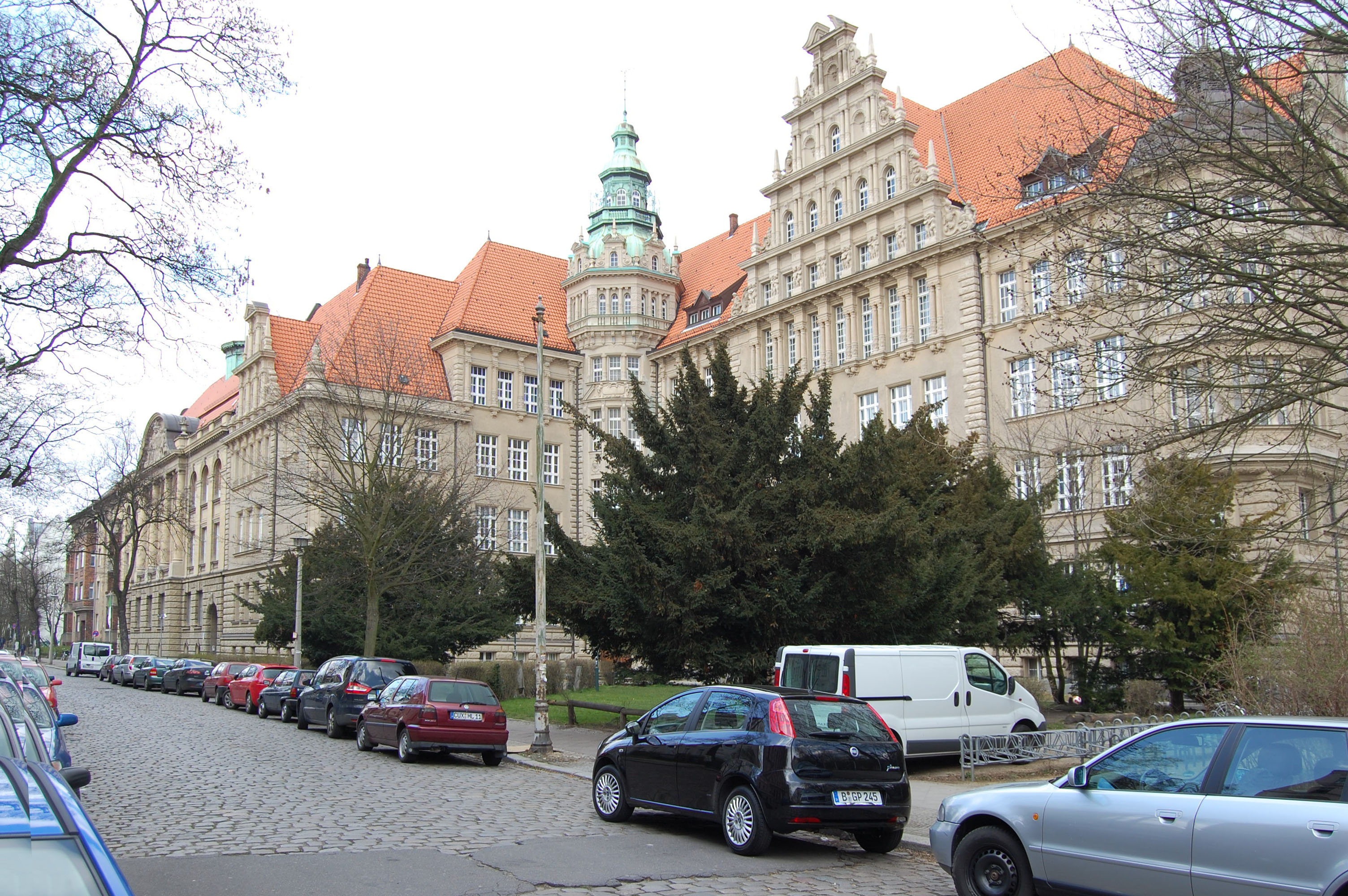
Algerische Botschaft in Berlin